# Tino Sehgal
Tino Sehgal (en allemand : [ˈzeːgaːl]), né en 1976 à Londres, est un artiste plasticien germano-britannique vivant à Berlin[Quand ?].
Il décrit ses œuvres comme des « situations construites ».
Il est aussi considéré comme un chorégraphe qui fait de la danse dans des décors ayant pour cadre les musées.

## Biographie
Tino Sehgal est né à Londres et a passé son enfance à Düsseldorf, à Paris puis à proximité de la ville de Stuttgart.
Son père, membre de la famille Seghal originaire de l'état du Pendjab, a dû fuir de ce qui est aujourd'hui le Pakistan lorsqu'il était enfant. Sa mère, de nationalité allemande, était femme au foyer.
Il a étudié l'économie politique, l'art conceptuel et de la danse à l'Université Humboldt de Berlin et à l'université des arts Folkwang à Essen. Il a été danseur dans la compagnie des chorégraphes contemporains de Jérôme Bel et Xavier Le Roy. En 1999, T. Sehgal travaille également avec le collectif de danse Les Ballets C. de la B., à Gand et développe une pièce intitulée Twenty Minutes for the Twentieth Century (Vingt minutes pour le vingtième siècle), d'une durée de 55 minutes, se composant d'une série de mouvements exécutés nu et reflétant une vingtaine de styles de danse différents, et s'inspirant d'artistes allant de Vaslav Nijinski, George Balanchine à Merce Cunningham.
À 23 ans Tino Sehgal rencontre son épouse, l'historienne de l'art Dorothea von Hantelmann, lors d'une soirée se déroulant juste après un spectacle de danse. C'est elle qui rédigea Comment Faire des Choses avec de l'Art, ouvrage dans lequel une section est dédiée au travail de Sehgal sous le sous-titre De l'objet et de la situation dans l'œuvre de Tino Sehgal. Mariés depuis dix-huit ans, le couple vit à Berlin avec leurs deux fils.

## Œuvres

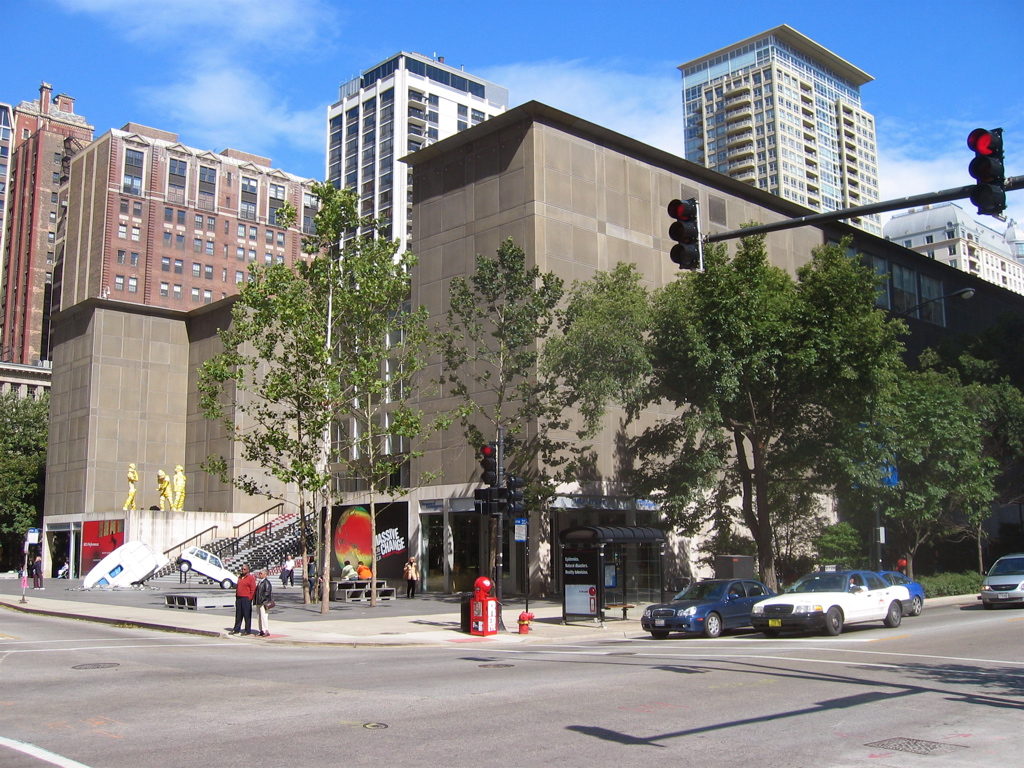
Musée d'art contemporain de Chicago.

Les œuvres de Tino Sehgal ne sont documentées que dans la mémoire du spectateur, car elles doivent se vivre dans l'instant présent sans jamais laisser de traces. L'artiste lui-même décrit ses œuvres comme des « situations construites ». Et les matériaux qu'il utilise dans ses créations artistiques sont la voix humaine, la langue, le mouvement et l'interaction. Résistant ainsi à la production d'objets matériels. Les travaux de Sehgal sont des chorégraphies qui sont régulièrement mises en scène dans les musées ou les galeries, et continuellement exécutée par des personnes spécifiquement formées qu'il considère comme des « interprètes » pendant toute la durée du spectacle. L'œuvre est la situation construite qui se pose entre le public et les interprètes de la pièce. 
Dans This is so contemporary (2005), les interprètes dansent gaiement, d'une manière emphatique autour du visiteur entrant dans l'espace d'exposition, en chantant « Oh, this is so contemporary, contemporary, contemporary. Oh, this is so contemporary, contemporary, contemporary. » La mélodie accrocheuse et les mouvements entraînants engagent certains visiteurs à danser ainsi qu'à être joyeux.
Kiss (2007), exposée au musée d'art contemporain de Chicago, a été la première œuvre de Tino Sehgal représentée dans un musée américain. Kiss se compose de deux danseurs se touchant et s'embrassant de telles façons qu'ils évoquent des couples connus de l'histoire de l'art. L'œuvre s'approprie ainsi les postures amoureuses du Baiser d'Auguste Rodin (1889), du Baiser de Constantin Brâncuși (1908), du Baiser de Gustav Klimt (1907-08), de Made in heaven de Jeff Koons et de la Cicciolina (1990-91) et de plusieurs peintures de Gustave Courbet réalisées à partir des années 1860, l'un après l'autre.
En 2010 pour l'œuvre This progress présentée au musée Guggenheim de New York, l'artiste vide la célèbre galerie en spirale de Frank Lloyd Wright de toutes ses œuvres d'art. Le visiteur est accueilli à la base de la spirale par un enfant, qui demande à un petit groupe de personnes ce qu'est le progrès. Ils entament ainsi une conversation tout en commençant l’ascension de la spirale. Puis un adolescent prend la place de l'enfant tout en continuant la discussion. Plus loin encore, ils rencontrent un adulte et enfin une personne âgée qui termine avec eux la montée jusqu'au point le plus haut du Guggenheim. Cette forme  d'intimité fugace créée entre deux inconnus prend la valeur d'une oeuvre d'art, dont le visiteur est seul dépositaire. 
Pour This success/This failure (2007) de jeunes enfants tentent de jouer sans l'aide d'objets et essaient parfois d'attirer des visiteurs dans leurs jeux..
Pour This is good (2001), un employé du musée balance les bras et sautille d'une jambe sur l'autre, puis déclare le titre de l’œuvre.
Pour This objective of that object (2004), le visiteur se retrouve entouré par plusieurs personnes qui restent dos à lui. Ces interprètes répètent en anglais « L'objectif de ce travail est de devenir l'objet d'une discussion » et si le visiteur ne répond pas ils vous couler lentement tomber vers le sol. Si le visiteur dit quelque chose ils entament une discussion entre eux.
Souvent considérée comme son œuvre la plus complexe, This situation (2007) nécessite la participation d'un groupe d'intellectuels. Ils occupent l'espace de la galerie et interagissent les uns avec les autres mais aussi avec le public en conformité avec un ensemble de règles et de jeux créés par l'artiste.
Pour la documenta XIII (2012), Sehgal orchestre This variation, une œuvre immersive qui place le spectateur dans espace très obscur où une vingtaine d'interprètes chantent, dansent, claquent des mains, fredonnent et parlent créant ainsi « une expérience audio-spatiale électrisante. »
En 2012, Tino Sehgal est le treizième artiste invité à intervenir par la Tate Modern pour les Unilever series annuelles. Se présentant comme le premier live dans le vaste espace du musée, This associations se compose uniquement de rencontres entre environ 70 conteurs et les visiteurs.

### Expositions
Tino Seghal est le plus jeune artiste à avoir représenté l'Allemagne à la Biennale de Venise (en 2005, en collaboration avec Thomas Scheibitz). Des expositions monographiques de lui ont notamment eu lieu au palais de Tokyo à Paris (2016), au Stedelijk Museum d'Amsterdam (2015), au Museum für Moderne Kunst de Francfort (2007), à l'Institute of Contemporary Arts de Londres (2007, 2006, 2005), à la Kunsthaus de Bregenz en Autriche (2006), au Kunstverein de Hambourg (2006), à la Fondation Serralves, à Porto (2005), musée Van Abbe d'Eindhoven et au musée des beaux-arts de Nantes (2004).

### Collections
La vente des œuvres de Tino Sehgal s'effectue par la transmission orale d'informations à l'acheteur (généralement un représentant d'un musée) devant un notaire et des témoins. Il transmet ainsi les conditions de reproduction de son œuvre qui ne peut être rejouée que par des personnes préalablement formés par lui lors d'une collaboration précédente. Il stipule aussi que les interprètes doivent être payés un minimum, que l’œuvre sera montré sur une période minimale de six semaines (afin d'éviter le caractère exceptionnel de la représentation unique, souvent spécifique à la performance), que l’œuvre ne doit pas être photographiée ou filmée et que, si l'acheteur revend le concept, c'est suivant ce même contrat oral. Cela signifie que son travail n'est pas documenté en dehors des écrits critiques. 
Basé sur ce principe, This progress (2010) est devenue la première œuvre ayant la forme d'une performance acquise par le musée Solomon R. Guggenheim.

## Récompenses
Tino Sehgal a reçu le prix artistique de Bâloise Group à Art Basel en 2004. En 2006, il a été nommé pour le prix Hugo Boss et en 2007 pour le prix de la Nationalgalerie für Junge Kunst à la Gare de Hambourg à Berlin. Il a été sélectionné comme l'un des quatre finalistes pour l'édition 2013 des prix Turner pour This variation et These associations.
Il a remporté le Lion d'or pour le meilleur artiste de l'Exposition internationale Il Palazzo Enciclopedico (Le Palais encyclopédique) à la Biennale de Venise de 2013.